# Ducado de Bretaña
El Ducado de Bretaña (en idioma francés, Duché de Bretagne; en idioma bretón, Dugaelez Breizh) fue una entidad política feudal de la Edad Media, creada por los reyes merovingios en el siglo VI como dependencia del Imperio Franco, pero suprimida por la fuerza durante la dinastía carolingia para más tarde ser de nuevo reinstaurada, tras la disolución del Reino de Bretaña, en el siglo X, en el territorio aproximado de los cuatro departamentos de la región francesa de Bretaña y del departamento de Loira Atlántico.

## Alta Edad Media: Armórica (s.VI-s.IX)
Según la tradición de la dinastía merovingia que reinaba sobre el reino franco, la autoridad real fue delegada. El monje britano Gildas (493-570) compuso De Excidio Britanniae (La ruina de Bretaña), donde explica las causas de la emigración masiva de los celtas y habla de las primeras organizaciones británicas en Armórica. Domnonia fue gobernada de buenas a primeras por un tal Riwal, tío de San Tudal. En cuanto a sus sucesores, poco se sabe que sea realidad y no ficción, como su descendiente Judaël y su esposa Prizel, que tuvieron tres hijos: Judicaël, Josse y Winok, que se repartieron el reino.
Judicael fue proclamado rey, pero se retiró pronto a un monasterio y fue sustituido por su hermanastro Haëloc, hombre muy sanguinario. Pero Judicaël volvió del monasterio y lo destituyó; entonces combinó la piedad de las luchas carniceras contra los francos, cosa que provocó una embajada de Eloy, consejero del rey Dagoberto I, que negoció el tratado de Clichy. Finalmente, murió en 652, y no se sabe quién le sucedió.
Hacia el año 500 fueron atacados por Clodoveo I, pero en sus incursiones de respuesta atacarían Orleans y Berry. Alano I Judual fue nombrado caudillo de los bretones de 540 a 594, pero estos se dividían en diversos condados independientes, y uno de ellos, Kanao de Vannes, en 559 acogió a Chramne, hijo de Clotario I. Este se enfrentó a su padre en Saint-Malo, pero fue vencido y Clotario, como represalia, ocupó todo el condado de Vannes. No obstante, en 577 el conde Waroc’h (577-593) de Broërec (Morbihan) recuperó Vannes, expulsó a los francos de Chilperico I hasta Rennes y en 579, proclamado rey, ofreció una alianza a los francos con pago de tributo. Pero en 590 los francos recuperaron Vannes.
Algunos caudillos conocidos de este periodo fueron Aldroenus (fl. 510), Bude I (516-556?), Chanau I (fl. 560), hijo de Waroc’h y hermano de Santa Trifina, rey de Broërec, muy sanguinario que dio asilo a Chramne, hijo rebelde de Clotario I, razón por la cual lo mató; Macliau (fl. 570), sucesor de Chanau, había sido obispo; Cunomor el maldito (fl. 550) de Bro Leon, conquistó Cornualles y Poher; Hoel I de Dumnonia (fl. 570), Chanau II (fl. 590), Hoel II (fl. 590) y otros.
Se cree que del año 594 al 612 gobernó Hoel III, que hizo coincidir el año 600 con el nombramiento del irlandés Similiano como obispo de Nantes, al mismo tiempo que Gradlon se proclamaba rey de Cornualles (Kernev). De 612 a 632 fue nombrado duque Salaün II, que tras su muerte fue enterrado en la ciudad de Rennes. Sus sucesores, Judhael (de 632 a 638) y Alano II  (de 638 hasta quizá 690) se vieron eclipsados por la formación del casi mítico Reino de Domnonia, que ocupaba la actual Bretaña, Cornualles y Devon, y estaba relacionado con todas las leyendas del círculo artúrico (aunque parece que Arturo era anterior y quizá era galés). Afirman algunos que la capital del reino, Condate (Rennes), también era la capital de Arturo.
A la muerte de Alano II el ducado se dividió en numerosos condados independentes, que poco a poco irían enfrentándose entre ellos y caerían bajo la soberanía merovingia, aunque de buenas a primeras los francos se contentaran solo con un vasallaje nominal. Algunos de los jefes importantes fueron Cunoberto (fl. 680), Bude II (fl. 700), Teodorico II (fl. 720), Rómulo (fl. 740), Daniel Redeye (fl. 760), Arecstan (fl. 780) y Morvan (muerto en 795),
En 786 Carlomagno estableció una Marca en los límites de Armórica (en la actual Alta Bretaña, zona galófona), con la cual consiguieron autonomía dentro del reino franco, pero ya en 799 se sublevarían para independizarse de los francos y fundarían el efímero Reino de Bretaña.

## Reino de Bretaña (s.IX-s.X)
Los carolingios sometieron a los bretones en el siglo VIII, pero las diversas expediciones organizadas durante los reinados de Carlomagno y Ludovico Pío muestran que los bretones permanecieron insumisos. En 831, Ludovico Pio cambió de estrategia: pactó con Nominoe,  un noble bretón del condado de Vannes, y le nombró missus dominicus para los territorios bretones. Nominoe es considerado el Padre de la Patria bretona. Sus sucesores hasta la invasión normanda se nombran reyes de Bretaña. La lista de reyes de Bretaña es la siguiente:
- Erispoe (851-857)
- Salomón I (857-874)
- Pascweten (874-877)
- Judicael (877-888)
- Alano I (890-907)
- Gurmaelon (908-913)

## Ducado de Bretaña (s.X-s.XVI)

La Kroaz Du (Cruz Negra), estandarte del ducado de Bretaña desde el.

A pesar de la soberanía nominal francesa, el ducado fue casi independiente hasta 1532, año en que fue incorporado definitivamente a Francia. Los duques de Bretaña hasta 1532 fueron:

### La dinastía de Nantes
El ducado nace en 936, al final de la ocupación normanda de Bretaña. Alano II, nieto del último rey de Bretaña, Alano I, libera al país del yugo normando y se convierte en el primer duque de Bretaña.
- Alano II (938-952)
- Drogo (952-958)
- Fulco II de Anjou (958-960)
- Hoël I (960-981)
- Guerech (981-988)
- Alano III (988-990)

### La dinastía de Rennes
- Conan I (990-992)
- Godofredo I (992-1008)
- Alano III (1008-1040)
- Conan II (1040-1066)
- Havoise (1066-1072), hija de Alano III

### La dinastía de Cornualles (1066-1203)
- Hoel de Cornualles (1066-1084), casado con Havoise
- Alano IV Fergent (1084-1119)
- Conan III (1119-1148)
- Bertha (1148-1154)
  - Eudon II de Porhoet (1148-1154), casado con Berta, regente (1148-1154)

### Las dinastías de Penthièvre, Plantagenet y Thouars
En 1154, el conde de Cornualles, Hoel, heredó el condado de Nantes y en 1066 se casó con Havoise, heredera del ducado de Bretaña. El poder ducal durante la dinastía de Cornualles no fue muy fuerte hasta la intervención de los Plantagenet, condes de Anjou, duques de Normandía y reyes de Inglaterra: en 1171, Enrique II de Inglaterra organizó el casamiento de su muy joven hijo Godofredo (muerto en 1186) con la muy joven heredera del ducado, Constanza (muerta en 1201). Enrique II, con el título de baillistre (regente) fue el verdadero duque de Bretaña de 1166 a 1186, y el rey Ricardo I de Inglaterra, de 1186 a 1199.
- Conan IV el Negro (1154-1166), hijo de Berta y Alano el Negro, conde de Richmond (1154-1166, abdica)
- Constanza de Bretaña (1166-1201), hija de Conan IV, nacida alrededor 1161
  - Enrique II de Inglaterra (1166-1181) (regente)
- Godofredo II Plantagenet (1181-1186), casado con Constancia
- Arturo I de Bretaña (1196-1203), hijo de Constancia y Godofredo Plantagenet
- Guido de Thouars (1199-1201, y 1203-1213), casado con Constanza, y después regente por su hija
- Adelaida o Alix (1203-1221)

### La dinastía de Dreux (1203-1341)
La victoria de los reyes de Francia contra los Plantagenet provocó consecuencias en Bretaña. Después de la muerte de Arturo I, Felipe Augusto organizó el casamiento de la heredera, Alix (hija de Constanza y de su tercer marido, Guido de Thouars) con un francés, Pedro de Dreux (Pedro I Mauclerc).
- Alix (1203-1221), hija de Constanza y Guido de Thouars (regente desde 1203), casada con Pedro de Dreux en el 1213
- Pedro I Mauclerc (1203-1236), casado con Alix (regente 1221-1236, renuncia)
- Juan I de Bretaña (1236-1286)
- Juan II de Bretaña (1286-1305)
- Arturo II de Bretaña (1305-1312)
- Juan III de Bretaña (1312-1341)

### La guerra de sucesión de Bretaña (1341-1364)
Después de la muerte de Juan III de Bretaña, sin descendencia, hubo un conflicto entre Juana de Penthièvre, sobrina de Juan III, esposa de Carlos de Blois, apoyada por el rey de Francia y Juan de Montfort, hermanastro del duque, apoyado por el rey de Inglaterra. Juan de Montfort murió en 1345, pero Eduardo III de Inglaterra continuó la guerra en Bretaña, dirigida desde el 1352 por "tenientes generales" y capitanes ingleses (John Chandos, por ejemplo).
Esta larga y devastadora guerra concluyó en el 1364 por la victoria en Auray de un ejército dirigida por John Chandos y el hijo de Juan de Montfort, también Juan. Carlos de Blois murió durante esta batalla. Tras el tratado de Guérande (1365), Juan de Montfort fue reconocido como duque de Bretaña, vasallo del rey de Francia; Juana de Penthièvre conservó su dominio.

### La dinastía de Montfort (1364-1491)
- Juan IV de Bretaña (1341-1345)
- Juan V de Bretaña (IV para los franceses) (1364-1399)
- Juan VI de Bretaña (V para los franceses) (1399-1442)
- Francisco I de Bretaña (1442-1450)
- Pedro II de Bretaña (1450-1457)
- Arturo III de Bretaña (1457-1458)
- Francisco II de Bretaña (1458-1488)
- Ana de Bretaña (1488-1514)
- Claudia de Francia (1514-1524)
- Francisco III de Bretaña (1524-1536)

## Integración en el Reino de Francia (1491-1532)
En 1491, cuando Ana de Bretaña, que había heredado el ducado, se casó con Carlos VIII de Francia, Bretaña se unió temporalmente a Francia. La unión fue ratificada mediante un tratado en 1532, durante el reinado del soberano francés Francisco I, que se había casado con Claudia, la hija de Ana de Bretaña.
En 1532 se decidió que todos los infantes herederos al trono francés también fueran duques de Bretaña, y se promulgó el Edicto de Plessis-Mace, por el cual se prohibía el bretón en la administración, que será substituido por el francés (de hecho, ya se había iniciado la sustitución cerca de un siglo atrás). Al mismo tiempo, los Estados Generales fueron sitiados por los franceses en Gwened, e incluso desviaron el curso del río Nançon con tal de apresarlos. En los Estados se enfrentarían Pierre de Argentre, jefe del partido bretón ("nacionalista"), y los Désert, dirigentes del partido profrancés, y que a la larga se impondrían.
Finalmente, el mismo 1532 se dictaría el Acta de Unión de Bretaña, merced a la cual el ducado quedaba definitivamente unido a la Corona francesa a cambio del mantenimiento de los derechos y privilegios propios del país, como se había hecho en Provenza (el Coutumier de Bretagne todavía era la fuente de ley). No pagarían los impuestos que no fuesen aprobados por los estados bretones, únicamente se aplicarían excepciones en la defensa del país, los bretones no serían nunca juzgados fuera de la Bretaña y la nobleza bretona no serviría fuera de Bretaña si no era en caso de necesidad extrema. No obstante, el registro de la secretaría de los Estados Generales sería debida a París, aunque mantuvieron la independencia en el derecho fiscal, leyes, milicias y constitución. Al mismo tiempo, en 1539 se dictaría el Edicto de Villiers-Cottêrets, que obligaba que toda la documentación de toda Francia, y por tanto, también de Bretaña, se hiciera en vulgare françois, confirmando lo que ya se había establecido en 1532.
Como siguiente medida de asimilación, en 1552, la sede del Parlamento bretón fue trasladada de Brest, en territorio bretófono, a Nantes, en zona francófona. El duque, que era el rey de Francia, sería ayudado por un Procurador General (más tarde gouverneur), que haría las funciones del mismo, y por un Conseil. Siglos más tarde será substituido por un lieutenant general. En 1554 el Parlamento bretón fue reformado, y quedó constituido por dieciséis jueces franceses, dieciséis jueces bretones y un presidente francés. Se procuró el desarrollo de la agricultura, la ganadería y las industrias del vino, la pesca y la sal, muy importante para el rey de Francia. La burguesía y la nobleza pronto son afrancesadas y se identificarán con la burguesía francesa del Antiguo Régimen.
En 1582 fue nombrado gobernador de Bretaña el príncipe Felipe Manuel de Lorena, nombrado duque de Mercoeur, el cual, alegando derechos por parte de su mujer, que era heredera directa de la familia de Penthièvre, se proclamó independiente en Bretaña, a pesar de que no se consideraba separatista, ya que lo hacía para oponerse al futuro Enrique IV, que era hugonote. Implicó a la Bretaña en las guerras de los hugonotes, y así en 1590 recibiría ayuda española (unos 5.000 soldados) y el apoyo de la Iglesia y los campesinos, de manera que en 1592 venció a los franceses en Craon. Pero siempre le fueron hostiles el Conseil d’Etat de Nantes y el Parlamento que él mismo había reunido, y por ello en 1597 se hubo de someter a Enrique IV de Francia. Ello significaría la derrota definitiva del partido bretón, que hasta entonces había dominado el Parlamento.
A pesar de ello, los reyes franceses respetaron en general el particularismo bretón, razón por la cual las revueltas de la Fronda no tuvieron allí gran importancia, si bien el jefe de los protestantes franceses Enrique de Rohan, era bretón.

## Provincia francesa

### SigloXVII
En 1626, el entonces gobernador de Bretaña, el futuro Cardenal Richelieu, hizo construir el puerto de Brest, desde donde se desarrollaría un importante comercio marítimo y que facilitará el enriquecimiento de algunas familias de armadores y de corsarios, pero al mismo tiempo se esquilmarían los bosques bretones de cara a la consecución de madera para la construcción de barcos. Algunos marineros bretones destacarían en la historia francesa de aquellos años: Jacques Cartier (1491-1557) exploraría por primera vez las costas de Canadá; René Duguay-Trouin (1673-1736) lucharía contra los piratas argelinos y los ingleses en Brasil, y fue corsario durante la Guerra de Sucesión; y Robert Surcouf (1773-1827), que lucharía con Napoleón I contra los ingleses.
No obstante, desde 1661 fueron víctimas de la fuerte política fiscal de Jean-Baptiste Colbert, que les aplacaría a impuestos y a la larga, arruinaría a la burguesía bretona y subdesarrollaría el país. Ello provocaría en 1675 la Revuelta del papel sellado, llamada también «Revuelta de los bonetes rojos», causada por unos impuestos instituidos sin permiso de los Estados Bretones, igual como hicieron con las tasas sobre el tabaco, la vajilla de plata y el estaño, y los derechos de aduana sobre tejidos ingleses que arruinarían a muchos pequeños burgueses bretones.

### SigloXVIII
Durante el siglo XVIII también se producirían revueltas y luchas entre el poder real y el Parlamento Bretón, debido a la fuerte política antiprovincial de los Borbones. Este fue el detonante de la llamada Conspiración de Pontcallec del 15 de septiembre de 1718. También un incendio destruyó buena parte del centro histórico de su capital, Rennes (Resnn en galo) en 1720, razón por la cual hubo de ser reconstruida, mientras en torno a 1750 Nantes se convertía en un importante y próspero puerto comercial por ser uno de los centros del tráfico de esclavos.
Una nueva crisis se produciría en 1753, cuando el comandante en jefe de Bretaña, el duque de Aiguillon, impuso tasas abusivas y presionó y obligó a exiliarse al procurador general del parlamento, La Chalotais, y tres consejeros más por oponérsele. El conflicto acabaría, no obstante, con la destitución de Aiguillon, y el permiso de retorno para los exiliados en 1770. Por otra parte, en 1757 se fundaría la primera Sociedad Agrícola de Bretaña, de cariz ilustrado.